# Challenger de Košice 2013
El Košice Open 2013 fue un torneo de tenis profesional que se jugó en canchas de arcilla. Se trató de la undécima del torneo que forma parte del ATP Challenger Tour 2013 . Tuvo lugar en Košice , Eslovaquia entre el 10 y el 16 de junio de 2013.

## Jugadores participantes del cuadro de individuales

### Cabezas de serie
| País                       | Jugador             | Rank1 | Favorito |
| Bandera de República Checa | Jan Hájek           | 87    | 1        |
| Bandera de Rumania         | Adrian Ungur        | 106   | 2        |
| Bandera de Portugal        | João Sousa          | 119   | 3        |
| Bandera de Rusia           | Teimuraz Gabashvili | 144   | 4        |
| Bandera de Túnez           | Malek Jaziri        | 158   | 5        |
| Bandera de Eslovaquia      | Andrej Martin       | 168   | 6        |
| Bandera de Ucrania         | Ivan Sergeyev       | 176   | 7        |
| Bandera de Croacia         | Antonio Veić        | 190   | 8        |
| -------------------------- | ------------------- | ----- | -------- |

- 1 Se ha tomado en cuenta el ranking del día 27 de mayo de 2013.

### Otros participantes
Los siguientes jugadores recibieron una invitación (tenista invitado), por lo tanto ingresan directamente al cuadro principal (WC):
- Marco Danis
- Djordje Djokovic
- Miloslav Mečíř, Jr.
- Adam Pavlásek

Los siguientes jugadores ingresan al cuadro principal tras disputar el cuadro clasificatorio (Q):
- Damir Dzumhur
- Vladim Uzhylovsky
- Maximilian Neuchrist
- Carlos Gómez-Herrera

## Campeones

### Individual Masculino
- Mikhail Kukushkin derrotó en la final a  Damir Džumhur por 6–4, 1–6, 6–2.

### Dobles Masculino
- Kamil Čapkovič /  Igor Zelenay derrotaron en la final a  Gero Kretschmer /  Alexander Satschko por 6–4, 7–6(5).